# Pottenburg
Pottenburg je zřícenina hradu v Rakousku v katastrálním území obce Wolfsthal na vrchu Hindlerberg[zdroj⁠?!].
Hrad dal postavit v letech 1050–1053 Poto z Pottensteinu jako pevnost proti nájezdům Maďarů. V roce 1529 byl poškozen Turky. Hlavní dominantou je hranolová věž s výškou 30 metrů.
Na kopci nedaleko hradu se nachází vyhlídková věž Königswarte (Královská vyhlídka). Hrad se nachází v oboře, kde se volně vyskytuje prase divoké. Vyhlídková věž samotná je postavena mimo tuto oboru.